# Marcelo Joulia
 (juin 2018).
Si vous disposez d'ouvrages ou d'articles de référence ou si vous connaissez des sites web de qualité traitant du thème abordé ici, merci de compléter l'article en donnant les références utiles à sa vérifiabilité et en les liant à la section « Notes et références ».
Marcelo Joulia, né le 21 octobre 1958 à Cordoba en Argentine, est un architecte et un entrepreneur franco-argentin. 
Dans le domaine architectural, il est connu pour avoir fondé Naço, agence d'architecture globale en 1991 à Paris. En 2005, il crée une seconde agence à Shanghai et une dernière à Buenos Aires en 2008.
Marcelo Joulia a ouvert 8 restaurants à Paris, Shanghai et Buenos Aires.

## Biographie

### Jeunesse
Marcelo Joulia est né en Argentine, d'un grand-père aveyronnais et d'une grand-mère castillane. Lorsqu’il a 12 ans, ses parents divorcent. Il passe alors du lycée à une école technique d'aéronautique. Marcelo Joulia y apprend à travailler la fonte d’aluminium, le bois, le métal et fait ses premiers pas vers l'architecture.
En 1976, quelques semaines avant le coup d'Etat militaire en Argentine, Marcelo Joulia arrive en France et ne parle pas un mot de français.
A 17 ans, Marcelo apprend le français et s'inscrit à l'université de Vincennes. Il obtient une licence de géographie et une maîtrise d'urbanisme.

### Carrière
En 1982, Marcelo Joulia étudie à UP6, école d'architecture de la Villette où il se lie d'amitié avec Nicolas Magnan.
En 1988, opposé à Xavier Matégot, Piette Sala et Martin Szekely, ils participent tous les deux au concours d'aménagement du conseil général de Belfort. Ils gagnent ce concours et fondent officiellement en 1991 leur agence d'architecture, Naço, qui signifie "intuition" en guarani.
Nicolas Magnan quitte rapidement Naço, il sera remplacé par Alain Renk qui quittera Naço à son tour en 2000.

### Gastronomie
Marcelo Joulia, architecte franco-argentin, est passionné de design, d'architecture mais aussi de cuisine et de rencontres.
Après avoir ouvert le restaurant de spécialités argentines appelé Unico, il crée, en face, le magasin épicerie argentin El Galpón  à Paris, en 2006.
En 2011, Marcelo Joulia ouvre à Buenos Aires le restaurant Unik au design vintage.
En 2012, Shanghai voit naître son propre Unico, un bar à tapas et cocktail au style sud-américain. Marcelo signe aussi Colagreco avec son ami Mauro Colagreco, premier chef argentin doublement étoilé au Guide Michelin pour son restaurant le Mirazur (Menton, France).
Depuis juillet 2012, Marcelo Joulia revient à Paris et signe pour un concept unique : Clandestino, le premier resto squat.
De l'autre côté de l'Atlantique il ouvre Vibes Music Hotel, un nouveau concept d'hôtellerie en Argentine qui allie la musique électronique et une grande bibliothèque de vinyles.
En 2013, Marcelo Joulia et Laurent Le Limouzin, amis et associés, donnent un nouvel élan au restaurant, la Ferme Saint Simon, tout en conservant ses éléments fondateurs : une cuisine française traditionnelle avec des produits de qualité.
En 2015, Marcelo Joulia publie un livre de cuisine "Argentina: Cuisine authentique et recettes de chefs" aux éditions Hachette. Dans ce livre, Marcelo Joulia invite 10 grands chefs à revisiter les spécialités de son pays d'origine.
Finalement, en juin 2016, Marcelo Joulia ouvre son dernier restaurant, Tondo, situé dans le 12e arrondissement de Paris et tenu par le chef Simone Tondo.

### Diplômes
- Architecte DPLG 1990, École des Beaux Arts de Paris[5]
- Architecte dʼintérieur OPQAI
- Urbaniste DAI, Maîtrise dʼurbanisme, Université Paris VIII 1984

### Vie privée
Il est le père de deux enfants, Luna et Mattia.

## Architecture
Naço, agence d’architecture globale, a plusieurs territoires de création : l’architecture, le design et la communication. Naço est une agence multiculturelle et pluridisciplinaire : architectes, architectes d'intérieur, designers industriels, graphistes travaillent ensemble sur de nombreux projets.
L’agence est devenue en quelques années un acteur incontournable de la scène créative internationale.
Dans le domaine de l'architecture d'intérieur, Naço a travaillé sur des sièges sociaux, des restaurants et des espaces commerciaux, dont le Club Med qui a ouvert son premier village en Chine. Naço est présent dans le domaine du design mobilier mais aussi dans celui de la mobilité avec, par exemple, le bateau Squalt.
Depuis 1997, Naço a réalisé de nombreux cinémas. Le dernier, en novembre 2015, est le cinéma Gaumont de Toulouse.
Enfin, Naço possède un département recherche qui exprime son souhait d'être toujours à la pointe de l'innovation.
Marcelo Joulia est l'un des premiers architectes à utiliser l'impression 3D dans son agence.
En 2016, Naço achève un de ses derniers grands projets : le stade de l'Olympique lyonnais. L'agence de Marcelo Joulia a réalisé toute l'architecture intérieure ainsi que le global branding du projet.

## Prix et récompenses
- Prix d'Architecture Born Award, 2016[12]
- Wallpaper shortlist of Best Urban Hotels, Blossom Hill, 2015[13]
- Prix Janus de la prospective, Institut français du design, 3120 The Room of The Future, 2012[14]
- Prix Janus de l'industrie, fauteuil fk>20, 2008
- Etoile de lʼObserveur du Design pour le Club Med Gym et la Cité Numérique, A.P.C.I, Paris, 2003
- 5 Projets nominés pour les Etoiles de lʼObserveur, A.P.C.I , Paris, 2003
- Nommé Chevalier des Arts et des Lettres par le Ministère de la Culture, 1999
- 1er Prix international dʼarchitecture, Interior Magazine, New York, 1991-1992-1994
- 1er Prix européen dʼarchitecture, Amsterdam, 1992
- Biennale dʼarchitecture de Venise, 1992
- Album de la Jeune Architecture, Ministère de lʼEquipement, 1991
- 1er Prix international de Design, ID Magazine, New York, 1988

## Expositions
- Biennale dʼarchitecture de Buenos Aires, 2009[15]
- 10 ans de lʼObserveur du design, APCI, cité des sciences, la Villette, Paris, 2008
- Biennale du Design, Saint-Étienne, 2008[16]
- DESIGN LAB Salon du Meuble de PAris 2006
- Salon de la Plaisance à Cannes - Bateau Squalt - France 2006
- Biennale dʼarchitecture de Buenos Aires, 2005
- Tokyo Design Blok, Japon, 2005
- France Mandarine - Année de la France en Chine, Pékin, Shanghai, 2005
- Intramuros 20 ans, Centre national d'art et de culture Georges-Pompidou, Paris septembre 2005
- Biennale dʼArchitecture de Beijing, Chine, septembre 2004
- Observeur du Design, Paris, novembre, 2002, 2003, 2004
- Naço Gallery, collection permanente de la galerie, Paris, 2002
- Exposition Bombay Saphire, Londres, octobre 2002
- Salon des artistes décorateurs (SAD), Paris, 1987, 1990, 2002
- Biennale du Design, Saint-Étienne, novembre 2002
- Biennale dʼarchitecture, pavillon international, Buenos-Aires, 2002
- Archicouture, La Sorbonne Paris, janvier 2002
- Ré-création, 21 architectes à lʼaube du XXIe siècle, exposition itinérante à lʼétranger, 2000-2002
- Biennale dʼarchitecture de Venise, pavillon international, 2000
- Galerie Via, exposition Naço, Paris, 1999
- Export architectes Institut français dʼArchitecture, Paris, 1997
- Cyber architecture, Imagina, Monte Carlo, 1997
- Les 20 ans du Centre, Centre Georges-Pompidou, Paris, 1997
- Design Miroir du Siècle, Grand Palais, 1994
- Exposition Manifeste, Centre Georges-Pompidou, Paris, 1994
- New Design, Design Museum, Londres, 1992
- Rétrospective “Choses Simples”, Axis Building, Shiro Kuramata curator, Tokyo, 1991
- Objet exceptionnel “Pour de vrai”, Galerie Différence, Paris, 1991
- Nouveau Design en Europe, Centre Georges-Pompidou, Paris, 1991
- Architectʼs Art, Galerie of fonctionnal Art, Santa Monica, 1990
- 40 architectes de moins de 40 ans, Institut Français dʼArchitecture, Paris, 1990
- 30 designers de moins de 30 ans, Steel Case Company, New York

## Réflexions Prospectives
- Skin House, recherche sur lʼhabitat, 2004
- Palos Flats, recherche sur l'habitat vertical, 2003
- A A A, Intelligence Artificielle Appliquée à lʼArchitecture, 1997
- Conception dʼun NC, Recherche sur lʼInterface Homme-Machine, 1997
- Nouvelles Marges, Recherche sur les espaces hybrides, 1996
- Site Web Naço, Recherche sur la visualisation, 1995
- Projet Hypermédia 1, Recherche sur lʼesapace CD ROM, 1994
- Mobilier pour environnement digital, Systèmes et prototypes fonctionnels, 1994
- Site Magasins Généraux, Réflexion sur la construction de la ville, 1992
- Site Pôle du Design, Projet dʼurbanisme en réseau, 1990
- Radio Bianca M, Recherche collection permanente Beaubourg, 1987
- Concept Galactica Total, Recherche sur lʼinterface Homme-Machine, 1986

## Enseignement
- Professeur à De Tao Masters Academy, Shanghai, 2013 [17]
- Tungshi Université, Shanghai, 2006
- Universidad Tijuana, Mexico, 2006
- École dʼarchitecture Paris Malaquais, Intensif urbanisme THP, 2005
- ENSCI, Section ECM, Professeur invité (1996-1998)

Jury :
- École dʼarchitecture de Paris la Vilette 2005
- École dʼarchitecture de Paris Malaquais, 2004
- Universidad autonoma Tijuana, Mexico, 2003